# Derek Schmidt

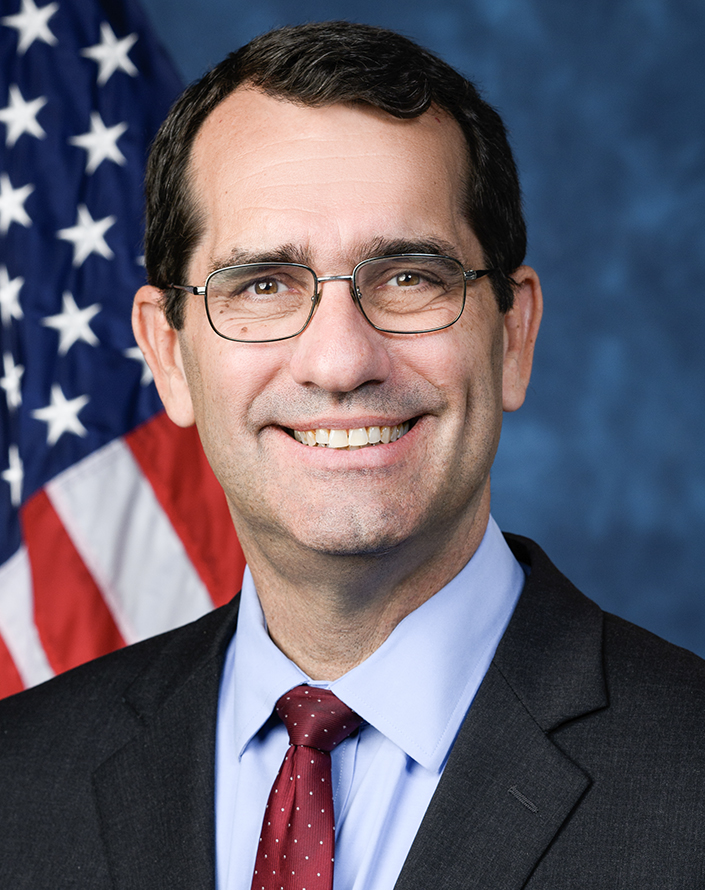
Derek Schmidt (2025)

Derek Schmidt (* 23. Januar 1968 in Independence, Kansas) ist ein US-amerikanischer Politiker der Republikanischen Partei. Nachdem er 2001 bis 2010 im Senat von Kansas gesessen hatte, war er von 2010 bis 2022 der 67. Attorney General von Kansas. 2024 wurde er im 2. Kongresswahlbezirk des Bundesstaates in das Repräsentantenhaus der Vereinigten Staaten gewählt.

## Leben
ach dem Schulabschluss an der Independence High School studierte Derek Schmidt zunächst Journalismus an der University of Kansas. Er studierte nach dem Bachelor an der University of Leicester, wo er den Grad eines Masters in internationaler Politik erhielt. Schmidt studierte erfolgreich Jura an der Georgetown University und erwarb schließlich einen juristischen Doktorgrad an der University of Kansas.
Er war Assistant der US-Senatoren Chuck Hagel und Nancy Kassebaum sowie in der Behörde des Attorney General von Kansas. Er war dann Rechtsberater des Gouverneurs von Kansas, bevor er als Anwalt in einer Kanzlei tätig wurde.

## Politik

### Senat von Kansas
Nachdem er 2000, 2004 und 2008 die Wahlen im 15. Wahlkreis zum Senat von Kansas gewonnen hatte, vertrat er diesen Wahlkreis als Senator. Er diente von 2001 bis 2010 im Senat und war dabei von 2005 bis zu seinem Ausscheiden der Führer der republikanischen Mehrheit in der Parlamentskammer.

### Attorney General
Im November 2010 besiegte Schmidt den demokratischen Attorney General Steve Six in der Tea-Party-Welle und wurde so zum Attorney General in Kansas gewählt. Unter anderem hatte Schmidt Six damit angegriffen, dass dieser sich nicht Klagen gegen Barack Obamas Affordable Care Act (Obamacare) angeschlossen habe. Derek Schmidt war dann von 2010 bis Anfang 2023 Attorney General des Bundesstaates Kansas. Als er das Amt von Steve Six übernahm, war er der fünfte Amtsinhaber innerhalb eines Jahrzehnts. In seiner Amtszeit erhielt die Behörde eine Spezialeinheit für Missbrauchs- und Ausbeutungsfälle. Das vom Attorney General beaufsichtigte Kansas Bureau of Investigation erhielt mehr Beamte im Straßeneinsatz und ein neues kriminaltechnisches Labor. Schmidt begann in Kansas die Praxis die Bundesregierung zu verklagen, angefangen mit Klagen gegen den Affordable Care Act. Schmidts Amtsnachfolger wurde Kris Kobach.
Er legte zahlreiche Klagen gegen Obamacare ein. Die letzte Klage, eine mit seinem Amtskollegen Eric Schmitt im benachbarten Missouri begonnenes Verfahren, wurde 2021 vom Supreme Court zurückgewiesen.
Als während der COVID-19-Pandemie in den Vereinigten Staaten Gouverneurin Laura Kelly Anordnungen zu Personenzusammenkünften, insbesondere auch zu Gottesdiensten, erlassen hatte, wies Schmidt die Polizei von Kansas an, die Anordnungen zu ignorieren. Er ließ während der Coronapandemie auch drei Klagen gegen von der Biden-Administration erlassene Impf- und Maskenpflichten einlegen.
Als Attorney General schloss er sich im Dezember 2020 einer Klage seines texanischen Amtskollegen Ken Paxton, gegen die Ergebnisse der Präsidentschaftswahl 2020 in den Bundesstaaten Pennsylvania, Georgia, Wisconsin und Michigan an. Die Klage direkt zum Supreme Court war auf unbewiesene Behauptungen von Wahlbetrug gestützt. Der Supreme Court wies die Klage einstimmig mangels Klagebefugnis zurück.
Schmidt schloss sich mit anderen republikanischen Amtskollegen der Klage des Attorney General von Missouri, Eric Schmitt, gegen Joe Bidens Executive Order 13990 betreffend des Klimawandels an.
Im Juli 2021 beantragte Schmidt beim Kansas Supreme Court, dass der Gerichtshof eine Entscheidung von 2019 revidieren möge. Dieser hatte damals festgestellt, dass die Verfassung des Bundesstaates ein Recht auf Schwangerschaftsabbruch garantiere. Mit Blick auf die anstehende Volksabstimmung über das Value Them Both Amendment beantragte er aber im Oktober 2021 ein Pausieren des Verfahrens.

### Gouverneurskandidatur
Während die COVID-19-Pandemie anhielt, begann Derek Schmidt 2021 eine Kandidatur gegen Laura Kelly zum Gouverneur von Kansas. Seine Kandidatur in der Gouverneurswahl 2022 wurde unterstützt von Donald Trump, Mike Pence und Mike Pompeo sowie den Gouverneuren Ron DeSantis und Glenn Youngkin. Kelly könnte sich dem gegenüber unter anderem auf die Unterstützung der ehemaligen republikanischen Gouverneure von Kansas, Bill Graves und Mike Hayden, sowie der früheren republikanischen Senatorin Nancy Kassebaum berufen.
Schmidt erhielt in der Wahl 47,3 % und unterlag damit knapp Gouverneurin Kelly (49,5 %).

### US-Repräsentantenhaus
Eine Woche nachdem Jake LaTurner mitgeteilt hatte, in der Kongresswahl 2024 nicht mehr antreten zu wollen, kündigte Schmidt seine Kandidatur für den einen Großteil des Ostens von Kansas umfassenden 2. Kongresswahlbezirk an. Trump sprach eine Wahlempfehlung für Schmidt aus. Gegen zwei Parteifreunde gewann Schmidt die Vorwahl der Republikaner. Im November gewann Schmidt die Wahl im 2. Kongresswahlbezirk vor der Demokratin Nancy Boyda mit 57,1 % und wurde so Abgeordneter zum 119. Kongress.